# 1378 en santé et médecine
| Années de la santé et de la médecine : 1375 - 1376 - 1377 - 1378 - 1379 - 1380 - 1381    |
| Décennies de la santé et de la médecine : 1340 - 1350 - 1360 - 1370 - 1380 - 1390 - 1400 |

Cet article présente les faits marquants de l'année 1378 en santé et médecine.

## Événements
- L'émir ottoman Soudoun Sheikhouni promulgue une des premières lois interdisant l'usage du haschich[1].
- Une magistrature de commissaires à la santé publique est instituée à Florence, dans le but de « conserver la santé, la préserver de la peste et éviter toute contagion[2] ».
- Fondation de l'hôpital Saint-Jacques à Pontoise dans le Vexin français, à l'emplacement de l'actuelle rue Pierre-Butin[3],[4].
- Fondation de l'hôpital Saint-Thomas de Douai en Flandre par Gauthier Belamy, dit Lentailleur[5].
- Une maladrerie consacrée à sainte Madeleine et sainte Véronique est attestée à Saint-Romain en Normandie[6].
- Une sage-femme est mentionnée au service de l'Hôtel-Dieu de Paris[7].

## Décès
- 1378-1379 : Roch de Montpellier (né vers 1350), médecin et thaumaturge français, canonisé par l'Église catholique, patron des chirurgiens, dermatologues et apothicaires, invoqué contre de nombreuses maladies[8],[9].